# Mark Jankowski
Mark Jankowski, född 13 september 1994, är en kanadensisk professionell ishockeyforward som spelar för Pittsburgh Penguins i NHL.
Han har tidigare spelat på NHL-nivå för Calgary Flames och på lägre nivåer för Stockton Heat i AHL och Providence Friars i NCAA.
Jankowski draftades i första rundan i 2012 års draft av Calgary Flames som 21:a spelare totalt.
Han är släkt med Lou Jankowski (farfar) och Red Kelly, båda två spelade i NHL under sina aktiva spelarkarriärer.

## Statistik
| 2009–2010   | St. Catharines Falcons | SCTA        | 33  | 11 | 14 | 25  | 14 | — | — | — | — | — |
| 2010–2011   | Stanstead Spartans     |             | 50  | 24 | 37 | 61  | 10 | — | — | — | — | — |
|             | Stanstead Spartans     | MPHL        | 13  | 5  | 4  | 9   | 10 | 2 | 2 | 1 | 3 | 2 |
| 2011–2012   | Stanstead Spartans     |             | 41  | 31 | 26 | 57  | 22 | — | — | — | — | — |
|             | Stanstead Spartans     | MPHL        | 13  | 19 | 11 | 30  | 12 | 3 | 3 | 4 | 7 | 0 |
| 2012–2013   | Providence Friars      | NCAA        | 34  | 7  | 11 | 18  | 10 | — | — | — | — | — |
| 2013–2014   | Providence Friars      | NCAA        | 39  | 13 | 12 | 25  | 14 | — | — | — | — | — |
| 2014–2015   | Providence Friars      | NCAA        | 37  | 8  | 19 | 27  | 14 | — | — | — | — | — |
| 2015–2016   | Providence Friars      | NCAA        | 38  | 15 | 25 | 40  | 28 | — | — | — | — | — |
|             | Stockton Heat          | AHL         | 8   | 2  | 4  | 6   | 0  | — | — | — | — | — |
| 2016–2017   | Calgary Flames         | NHL         | 1   | 0  | 0  | 0   | 0  | — | — | — | — | — |
|             | Stockton Heat          | AHL         | 64  | 27 | 29 | 56  | 29 | 5 | 1 | 4 | 5 | 0 |
| 2017–2018   | Calgary Flames         | NHL         | 72  | 17 | 8  | 25  | 33 | — | — | — | — | — |
|             | Stockton Heat          | AHL         | 6   | 5  | 3  | 8   | 12 | — | — | — | — | — |
| 2018–2019   | Calgary Flames         | NHL         | 79  | 14 | 18 | 32  | 12 | 5 | 0 | 0 | 0 | 0 |
| NHL totalt  | NHL totalt             | NHL totalt  | 152 | 31 | 26 | 57  | 45 | 5 | 0 | 0 | 0 | 0 |
| AHL totalt  | AHL totalt             | AHL totalt  | 78  | 34 | 36 | 70  | 41 | 5 | 1 | 4 | 5 | 0 |
| NCAA totalt | NCAA totalt            | NCAA totalt | 148 | 43 | 68 | 110 | 66 | — | — | — | — | — |